# Стефан Урош (син Симеона Уроша)
Стефан Урош Немањић (рођен после 1366 — умро после 1386) је био син Симеона Уроша Немањића. Управљао је Фарсалом од око 1386. године до турског освајања 1393. године.

## Биографија
О најмлађем сину Симеона Уроша Немањића, брата цара Душана, и Томаисе Орсини, није сачувано много података. Из малобројних извора о његовом животу сазнајемо да је играо значајну улогу у држави свога оца. Рођен је свакако после 1350. године. Понео је немањићко владарско име „Стефан”. Како га отац не помиње у својим повељама из 1366. године, могуће да је рођен после те године. У питању су повеље манастирима Светог Николе у Трикали и Светог Ђорђа у Завлантији у којима се помињу цареви наследници Јован Урош и Марија Ангелина. У исправи Марије Ангелине своме брату, тада монаху Јоасафу, помиње се и њихов брат, што је још један доказ о постојању Стефана. Он се помиње и у старим српским летописима.
Након убиства Томе Прељубовића у Јањини 23. децембра 1384. године, у граду су се окупили потомци Симеона Уроша. Исауло Буонделмонти, нови господар града, пристигао је у Јањину 31. јануара 1385. године, женидбом са деспином Маријом Ангелином, удовицом Томином. Приликом припрема позвана је и кесариса Марија Радослава Ангелина, супруга Алексија Анђела Филантропина, господара Тесалије. Она је у Јањину дошла са „Стефаном”, по Јањинској хроници. Свакако је могуће да је овде реч о најмлађем сину Симеона Уроша Немањића који је дошао да присуствује сестриној свадби. Тада се он, вероватно као мало дете, по први пут појављује на историјској сцени.
По шпанском писцу Жерому Зурити, Јелена Кантакузин, удовица Луја Фадрига, имала се удати за сина тесалијског господара Симеона Уроша, свакако за млађег Стефана, јер је старији брат већ био монах. Брачни планови нису спроведени због отпора Грка и Франака.
Податке о Стефану даје нам и Мавро Орбин. Приповедајући причу о ослепљењу Јована Уроша од стране Хлапена, Орбин пише да је Јован Урош послат у оне крајеве Тесалије, према Мореји и Негропонту, где је боравио његов брат Стефан. Орбин пише да када је Стефан одрастао, узео је себи за жену ћерку Франческа, господара Месаре, и других градова „са оне стране у Романији, од Негропонда до обале”. У питању је највероватније Франческо I Брођи, господар Бодонице код Термопила.
Сматра се да је Стефан управљао градом Фарсалом и Домокосом у Тесалији од 1386. године до турског освајања 1393. године. Не зна се када је Стефан умро ни да ли је оставио потомство.